# Reserva Natural d'Agusalu
La Reserva Natural d'Agusalu és una reserva natural situada dins del Parc Nacional d'Alutaguse
La reserva natural comprèn una porció d'una gran zona d'aiguamolls, i el paisatge està dominat per aiguamolls; no obstant això, també és la ubicació de l'únic sistema de dunes de sorra continentals d'Estònia, cobertes per un bosc primari rar. Aproximadament el 20% de la zona d'aiguamolls està coberta per les úniques dunes continentals d'Estònia, que sumen al voltant de 200. Aquestes dunes solen tenir una alçada d'entre 7 i 18 metres, amb longituds d'entre 200 i 3.000 metres i amplades de 20 a 200 metres. Les dunes sustenten boscos naturals primaris, que són rars tant a Estònia com a tot Europa. El paisatge presenta transicions abruptes entre ambients humits i secs, així com entre diferents tipus d'hàbitats, cosa que fa que totes les etapes del desenvolupament de les torberes siguin observables.
La zona tradicionalment ha estat de difícil accés i, per tant, les traces de la influència humana són molt limitades. Fins i tot va servir de refugi per a la gent local durant les èpoques de guerra. La mineria de pissarra bituminosa a la rodalia, així com la silvicultura intensificada, són avui les principals amenaces per a l'entorn únic de la zona... Avui dia, la zona ha estat equipada amb un carril bici i altres instal·lacions per als visitants.
La zona és la llar de diverses espècies rares o protegides. Pel que fa a la fauna, es poden esmentar el llop gris i el linx nòrdic, així com diversos ocells: és la zona de nidificació més important d'Estònia per la gamba verda i la llar de l'àguila marina de cua blanca (Haliaeetus albicilla), l'àguila daurada (Aquila chrysaetos), el gall fer (Tetrao urogallus) i la perdiu blanca (Lagopus lagopus). Les espècies vegetals inclouen orquídies inusuals.